# The Women's Tour 2015
The Women's Tour 2015 was de tweede editie van de The Women's Tour, een rittenkoers georganiseerd in Groot-Brittannië met een UCI klassering van 2.1. Het was de enige Britse koers op de vrouwenkalender in 2015 (afgezien van de nationale kampioenschappen).

## Etappes

### 1e etappe
17 juni 2015 — Bury St. Edmunds naar Aldeburgh, 112,6 km
|    | Naam              | Team                            | Tijd     |
| -- | ----------------- | ------------------------------- | -------- |
| 1  | Lizzie Armitstead | Boels Dolmans                   | 2u39'53" |
| 2  | Lisa Brennauer    | Velocio-SRAM                    | z.t.     |
| 3  | Emma Johansson    | Orica-AIS                       | z.t.     |
| 4  | Simona Frapporti  | Alé Cipollini                   | z.t.     |
| 5  | Jolien D'Hoore    | Wiggle Honda                    | z.t.     |
| 6  | Roxane Knetemann  | Rabobank-Liv                    | z.t.     |
| 7  | Pascale Jeuland   | Poitou-Charentes.Futuroscope.86 | z.t.     |
| 8  | Alexis Ryan       | United Healthcare               | z.t.     |
| 9  | Lotta Lepistö     | Bigla                           | z.t.     |
| 10 | Aude Biannic      | Poitou-Charentes.Futuroscope.86 | z.t.     |

|    | Naam              | Team                            | Tijd     |
| -- | ----------------- | ------------------------------- | -------- |
| 1  | Lizzie Armitstead | Boels Dolmans                   | 2u39'53" |
| 2  | Lisa Brennauer    | Velocio-SRAM                    | + 4"     |
| 3  | Marta Tagliaferro | Alé Cipollini                   | + 5"     |
| 4  | Emma Johansson    | Orica-AIS                       | + 6"     |
| 5  | Coryn Rivera      | United Healthcare               | z.t.     |
| 6  | Elinor Barker     | Matrix Fitness                  | + 7"     |
| 7  | Simona Frapporti  | Alé Cipollini                   | + 10"    |
| 8  | Jolien D'Hoore    | Wiggle Honda                    | z.t.     |
| 9  | Roxane Knetemann  | Rabobank-Liv                    | z.t.     |
| 10 | Pascale Jeuland   | Poitou-Charentes.Futuroscope.86 | z.t.     |

### 2e etappe
18 juni 2015 — Braintree naar Clacton, 138 km
|    | Naam              | Team              | Tijd     |
| -- | ----------------- | ----------------- | -------- |
| 1  | Jolien D'Hoore    | Wiggle Honda      | 3u23'25" |
| 2  | Lisa Brennauer    | Velocio-SRAM      | z.t.     |
| 3  | Christine Majerus | Boels Dolmans     | z.t.     |
| 4  | Emma Johansson    | Orica-AIS         | z.t.     |
| 5  | Anouska Koster    | Rabobank-Liv      | z.t.     |
| 6  | Marta Tagliaferro | Alé Cipollini     | z.t.     |
| 7  | Giorgia Bronzini  | Wiggle Honda      | z.t.     |
| 8  | Simona Frapporti  | Alé Cipollini     | z.t.     |
| 9  | Alexis Ryan       | United Healthcare | z.t.     |
| 10 | Lucy Garner       | Liv-Plantur       | z.t.     |

|    | Naam              | Team                       | Tijd     |
| -- | ----------------- | -------------------------- | -------- |
| 1  | Lisa Brennauer    | Velocio-SRAM               | 6u03'06" |
| 2  | Jolien D'Hoore    | Wiggle Honda               | + 1"     |
| 3  | Vera Koedooder    | Bigla                      | + 6"     |
| 4  | Marta Tagliaferro | Alé Cipollini              | + 7"     |
| 5  | Emma Johansson    | Orica-AIS                  | + 8"     |
| 6  | Christine Majerus | Boels Dolmans              | z.t.     |
| 7  | Coryn Rivera      | United Healthcare          | z.t.     |
| 8  | Corinna Lechner   | Duitsland (nationaal team) | z.t.     |
| 9  | Elinor Barker     | Matrix Fitness             | + 9"     |
| 10 | Hannah Barnes     | United Healthcare          | + 11"    |

### 3e etappe
19 juni 2015 — Oundle naar Kettering, 139,2 km
|    | Naam              | Team              | Tijd     |
| -- | ----------------- | ----------------- | -------- |
| 1  | Christine Majerus | Boels Dolmans     | 3u43'05" |
| 2  | Barbara Guarischi | Velocio-SRAM      | + 2"     |
| 3  | Lucy Garner       | Liv-Plantur       | z.t.     |
| 4  | Hannah Barnes     | United Healthcare | z.t.     |
| 5  | Emma Johansson    | Orica-AIS         | z.t.     |
| 6  | Lisa Brennauer    | Velocio-SRAM      | z.t.     |
| 7  | Jolien D'Hoore    | Wiggle Honda      | z.t.     |
| 8  | Trixi Worrack     | Velocio-SRAM      | z.t.     |
| 9  | Amalie Dideriksen | Boels Dolmans     | z.t.     |
| 10 | Simona Frapporti  | Alé Cipollini     | z.t.     |

|    | Naam              | Team                            | Tijd     |
| -- | ----------------- | ------------------------------- | -------- |
| 1  | Christine Majerus | Boels Dolmans                   | 9u46'09" |
| 2  | Jolien D'Hoore    | Wiggle Honda                    | + 3"     |
| 3  | Lisa Brennauer    | Velocio-SRAM                    | + 4"     |
| 4  | Emma Johansson    | Orica-AIS                       | + 9"     |
| 5  | Barbara Guarischi | Velocio-SRAM                    | + 10"    |
| 6  | Lucy Garner       | Liv-Plantur                     | + 12"    |
| 7  | Hannah Barnes     | United Healthcare               | + 13"    |
| 8  | Simona Frapporti  | Alé Cipollini                   | + 19"    |
| 9  | Alexis Ryan       | United Healthcare               | z.t.     |
| 10 | Pascale Jeuland   | Poitou-Charentes.Futuroscope.86 | z.t.     |

### 4e etappe
20 juni 2015 — Waltham Cross naar Stevenage, 103,8 km
|    | Naam                 | Team              | Tijd     |
| -- | -------------------- | ----------------- | -------- |
| 1  | Lisa Brennauer       | Velocio-SRAM      | 2u36'35" |
| 2  | Emma Johansson       | Orica-AIS         | z.t.     |
| 3  | Lotta Lepistö        | Bigla             | z.t.     |
| 4  | Christine Majerus    | Boels Dolmans     | z.t.     |
| 5  | Hannah Barnes        | United Healthcare | z.t.     |
| 6  | Amalie Dideriksen    | Boels Dolmans     | z.t.     |
| 7  | Alexis Ryan          | United Healthcare | z.t.     |
| 8  | Sara Mustonen        | Liv-Plantur       | z.t.     |
| 9  | Elisa Longo Borghini | Wiggle Honda      | z.t.     |
| 10 | Sabrina Stultiens    | Liv-Plantur       | z.t.     |

|    | Naam                      | Team                            | Tijd      |
| -- | ------------------------- | ------------------------------- | --------- |
| 1  | Lisa Brennauer            | Velocio-SRAM                    | 12u22'35" |
| 2  | Christine Majerus         | Boels Dolmans                   | + 9"      |
| 3  | Jolien D'Hoore            | Wiggle Honda                    | + 10"     |
| 4  | Emma Johansson            | Orica-AIS                       | + 11"     |
| 5  | Hannah Barnes             | United Healthcare               | + 22"     |
| 6  | Alexis Ryan               | United Healthcare               | + 28"     |
| 7  | Pascale Jeuland           | Poitou-Charentes.Futuroscope.86 | z.t.      |
| 8  | Maria Giulia Confaloniere | Alé Cipollini                   | z.t.      |
| 9  | Susanna Zorzi             | Lotto Soudal                    | z.t.      |
| 10 | Simona Frapporti          | Alé Cipollini                   | z.t.      |

### 5e etappe
21 juni 2015 — Marlow naar Hemel Hempstead, 102,6 km
|    | Naam                      | Team                                   | Tijd     |
| -- | ------------------------- | -------------------------------------- | -------- |
| 1  | Hannah Barnes             | United Healthcare                      | 2u40'51" |
| 2  | Jolien D'Hoore            | Wiggle Honda                           | z.t.     |
| 3  | Simona Frapporti          | Alé Cipollini                          | z.t.     |
| 4  | Lisa Brennauer            | Velocio-SRAM                           | z.t.     |
| 5  | Christine Majerus         | Boels Dolmans                          | z.t.     |
| 6  | Sara Mustonen             | Liv-Plantur                            | z.t.     |
| 7  | Emma Johansson            | Orica-AIS                              | z.t.     |
| 8  | Katie Archibald           | Pearl Izumi Sports Tours International | z.t.     |
| 9  | Maria Giulia Confalonieri | Alé Cipollini                          | z.t.     |
| 10 | Roxane Knetemann          | Rabobank-Liv                           | z.t.     |

|    | Naam                      | Team                            | Tijd      |
| -- | ------------------------- | ------------------------------- | --------- |
| 1  | Lisa Brennauer            | Velocio-SRAM                    | 15u03'24" |
| 2  | Jolien D'Hoore            | Wiggle Honda                    | + 7"      |
| 3  | Christine Majerus         | Boels Dolmans                   | + 13"     |
| 4  | Emma Johansson            | Orica-AIS                       | + 13"     |
| 5  | Hannah Barnes             | United Healthcare               | + 14"     |
| 6  | Simona Frapporti          | Alé Cipollini                   | + 26"     |
| 7  | Leah Kirchmann            | Optum–KBS                       | + 29"     |
| 8  | Alexis Ryan               | United Healthcare               | + 30"     |
| 9  | Pascale Jeuland           | Poitou-Charentes.Futuroscope.86 | + 30"     |
| 10 | Maria Giulia Confaloniere | Alé Cipollini                   | + 30"     |

## Klassementenverloop
De gele trui wordt uitgereikt aan de rijdster met de laagste totaaltijd.
 De blauwe trui wordt uitgereikt aan de rijdster met de meeste punten van de etappefinishes en tussensprints.
 De "Queen of the Mountains" (Koningin van de Bergen) trui wordt uitgereikt aan de rijdster met de meeste behaalde punten uit bergtop passages.
 De jongerentrui wordt uitgereikt aan de beste rijdster van onder de 23 in het algemeen klassement.
 De trui voor beste Britse wordt uitgereikt aan de eerste Britse rijdster in het algemeen klassement.
| Etappe      | Winnaar           | Algemeen klassement · | Puntenklassement · | Bergklassement · | Jongerenklassement · | Beste Britse klassement · | Ploegenklassement |
| ----------- | ----------------- | --------------------- | ------------------ | ---------------- | -------------------- | ------------------------- | ----------------- |
| 1           | Lizzie Armitstead | Lizzie Armitstead     | Lizzie Armitstead  | Katie Hall       | Coryn Rivera         | Lizzie Armitstead         | United Healthcare |
| 2           | Jolien D'Hoore    | Lisa Brennauer        | Lisa Brennauer     | Melissa Hoskins  | Coryn Rivera         | Elinor Barker             | United Healthcare |
| 3           | Christine Majerus | Christine Majerus     | Lisa Brennauer     | Melissa Hoskins  | Lucy Garner          | Lucy Garner               | Velocio-SRAM      |
| 4           | Lisa Brennauer    | Lisa Brennauer        | Lisa Brennauer     | Melissa Hoskins  | Hannah Barnes        | Hannah Barnes             | Boels Dolmans     |
| 5           | Hannah Barnes     | Lisa Brennauer        | Lisa Brennauer     | Melissa Hoskins  | Hannah Barnes        | Hannah Barnes             | Boels Dolmans     |
| Eindstanden | Eindstanden       | Lisa Brennauer        | Lisa Brennauer     | Melissa Hoskins  | Hannah Barnes        | Hannah Barnes             | Boels Dolmans     |

2014 ·
2015 ·
2016 ·
2017 ·
2018 ·
2019 ·
2020 ·
2021 ·
2022 ·
2023 ·
2024